# Meiningarna

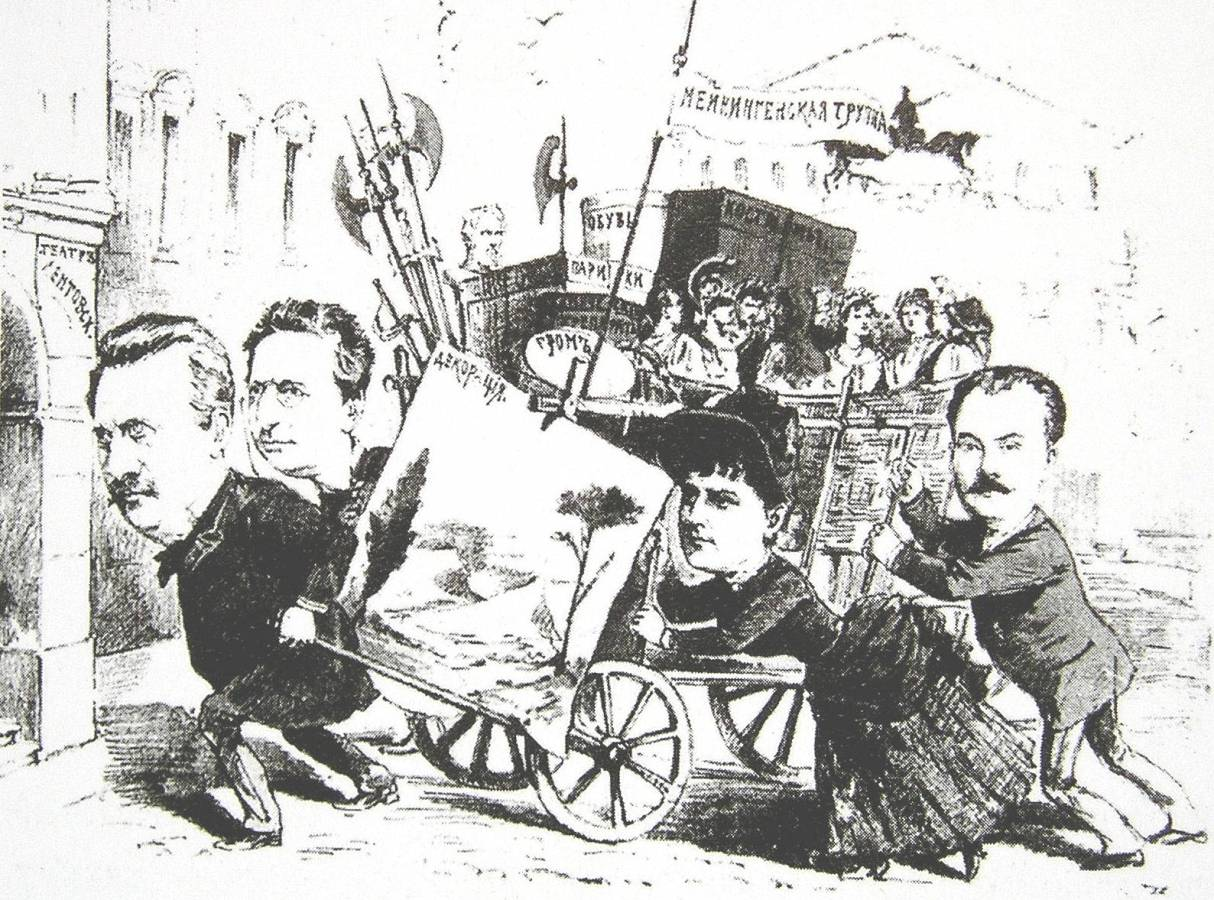
Samtida rysk karikatyr av Meiningarnas gästspel i Moskva, 1885.

Meiningarna (tyska: Die Meininger) var en sedan mitten av 1860-talet ryktbar skådespelartrupp vid hertigdömet Sachsen-Meiningens hovteater i Meiningen.
Hertig Georg II spelade en stor roll för dess framgångar. Han upplöste operan och använde alla disponibla medel på skådespelet. Med insikt om, att framförandet av just de värdefullaste, klassiska dramerna (Shakespeares, Schillers, Goethes med flera) kräver den största omsorgen och en värdig ram, ingöt han hos truppen en ren konstnärlig anda. Den utmärkte sig för ett ypperligt samspel, där det för de enskilda förmågorna gällde icke minst att underordna sig, ej att "glänsa". Dessutom lades stor vikt på besjälade massverkningar samt historisk trohet och stilfull äkthet i iscensättningen, utan att denna dock fick bli huvudsak. Hertigen bevistade ofta själv de ytterst flitigt bedrivna repetitionerna samt ritade utkast till kostymer och dekorationer. I sina reformsträvanden biträddes han verksamt av teaterintendenterna skalden Friedrich von Bodenstedt (1867–70) och Ludwig Chronegk (1837–1891). Meiningarna gav 1876–90 gästspel i flera länder (i Stockholm
1889).